# Dagun
 (juillet 2020).
Dagun est une ville et une localité rurale de la région de Gympie, dans le Queensland, en Australie,.

## Démographie
Au recensement de 2016, Dagun comptait 150 habitants.

## Géographie
Elle fait partie d'une chaîne de villes de la vallée de la Mary comprenant également Amamoor, Imbil et Kandanga.